# Csillagspórás susulyka
A csillagspórás susulyka (Inocybe asterospora) a susulykafélék családjába tartozó, az északi féltekén elterjedt, mérgező gombafaj.

## Megjelenése
A csillagspórás susulyka kalapja 3–7 cm átmérőjű, kezdetben kúpos, majd középen púposan, behasadozóan kiterül, a széle is gyakran berepedezik. Felülete sugarasan szálas. Színe gesztenyebarna vagy vörösesbarna. Húsa vékony, törékeny, fehéres színű, íze nem jellegzetes. Tönkjének húsa barnuló, szálas, kellemetlen spermaszagú.
Sűrűn álló lemezei a tönkhöz nőttek, színük kezdetben szürkés, majd szürkésbarna, végül barnává sötétedik. Élük fehéres. Spórapora okkersárga-barna, nyúlványai miatt csillag formájú, 9-12 x 7-11 mikrométeres.
Tönkje 3–8 cm magas és 0,3-1,2 cm vastag. Alakja hengeres, töve peremesen gumós, színe fiatalon fehéres, később barnás, vörösesbarnás, a kalapnál világosabb színű, lesz. Felülete fehéren deres.

### Hasonló fajok
Több hasonló, szintén mérgező susulykafaj létezik, biztosan csak mikroszkóppal különíthető el. Összetéveszthető az ehető mezei szegfűgombával is, de annak lemezei ritkák, kalapja nem sugarasan szálas.  

## Elterjedése és termőhelye
Eurázsiában és Észak-Amerikában honos. Magyarországon nem ritka. Sűrű lomb- és fenyőerdőkben található meg, nedves talajon. Júniustól novemberig terem.
Mérgező, muszkarint tartalmaz. A fogyasztás után már 15-30 perccel hányás, hasmenés, erős nyálfolyás, izzadás, látászavar jelentkezik. A mérgezés atropinnal kezelhető.

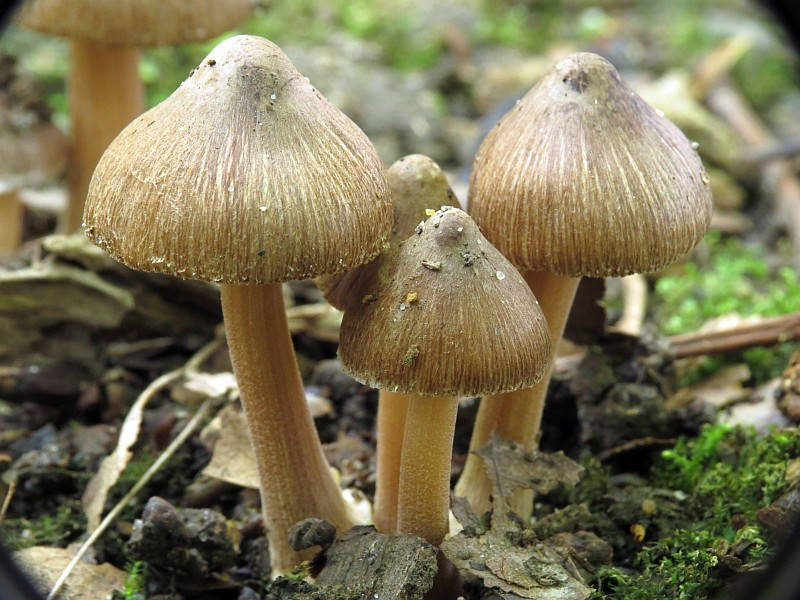
Fiatal susulykák
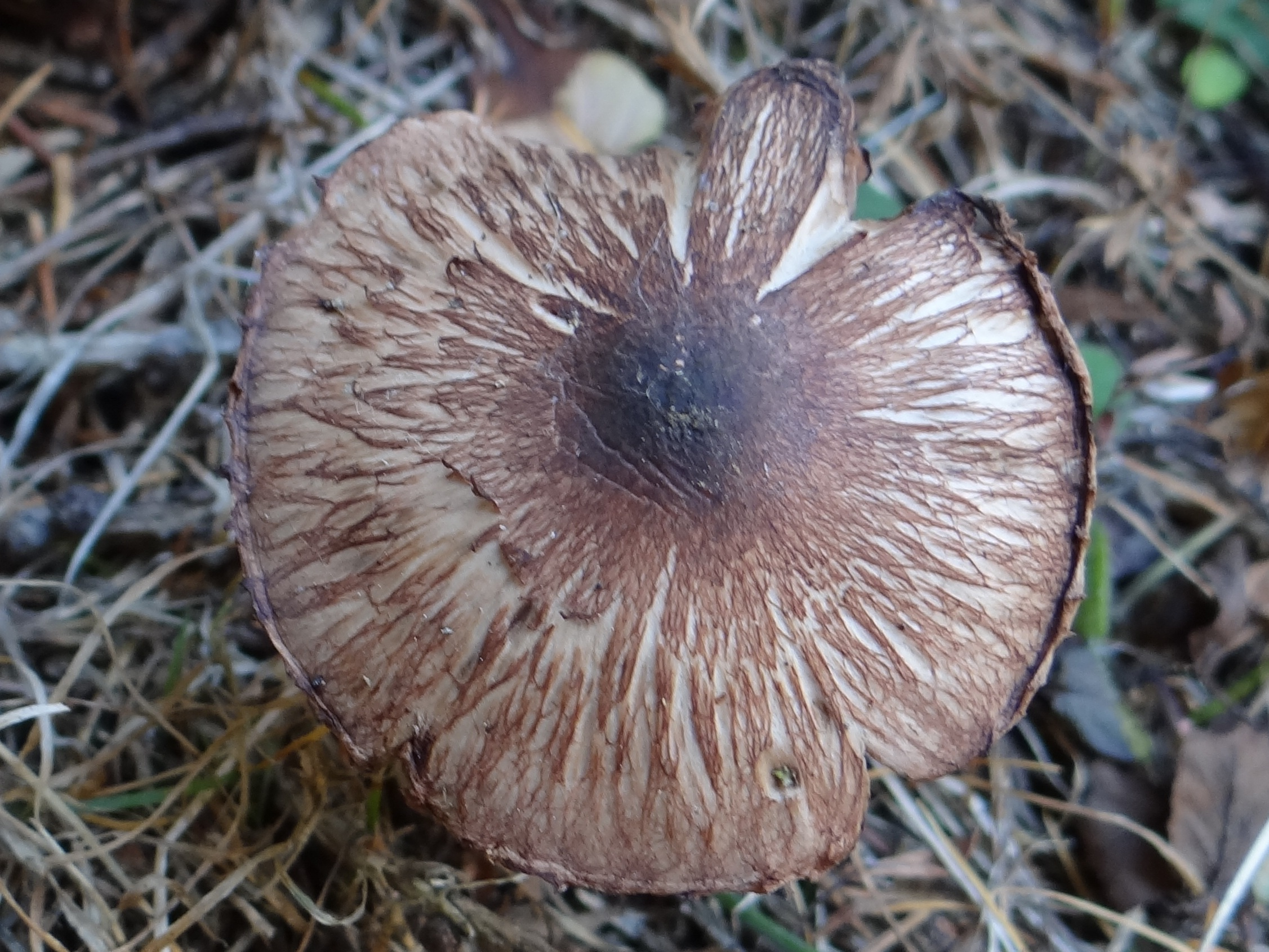
Idős példány
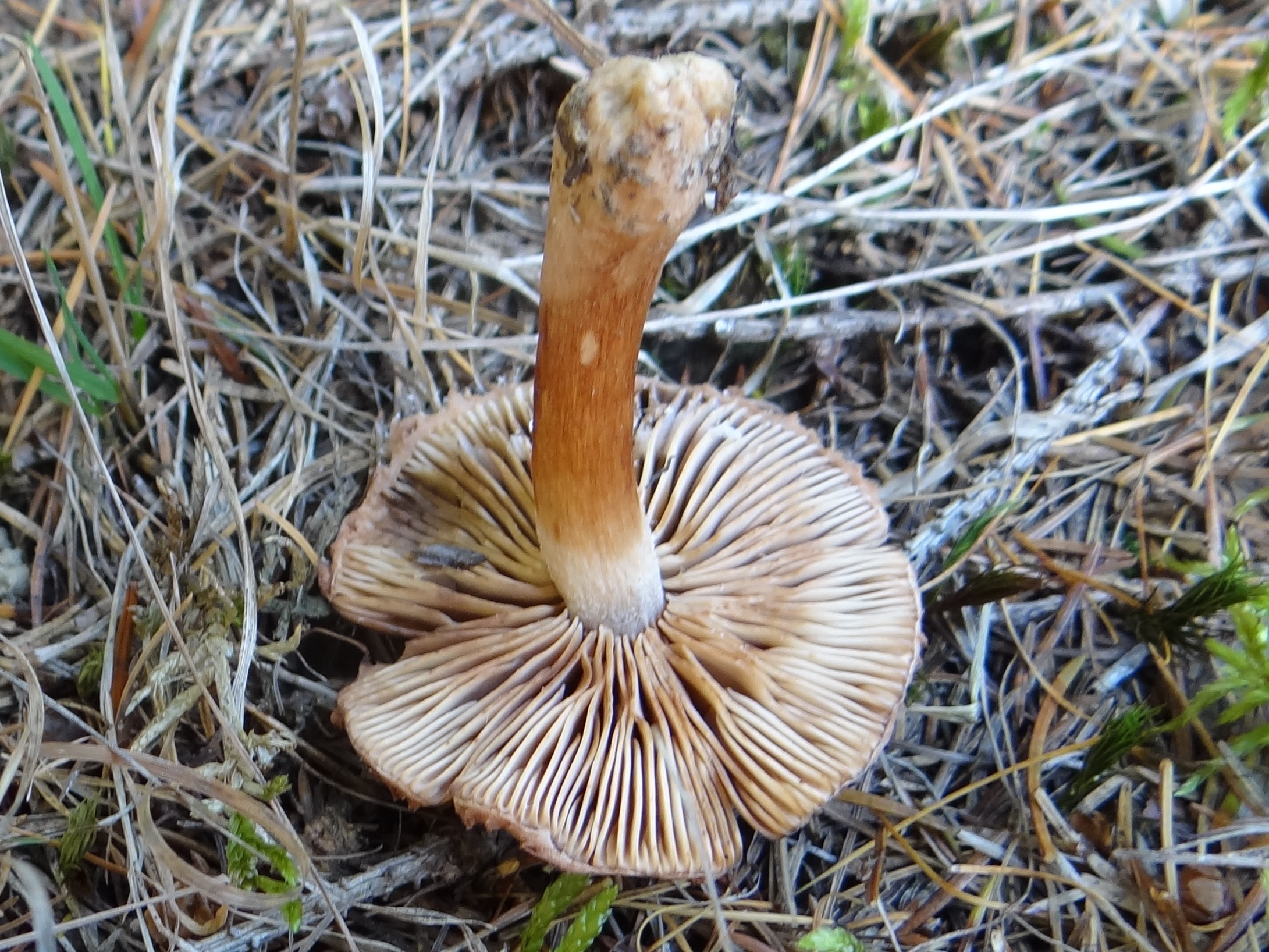
Lemezei
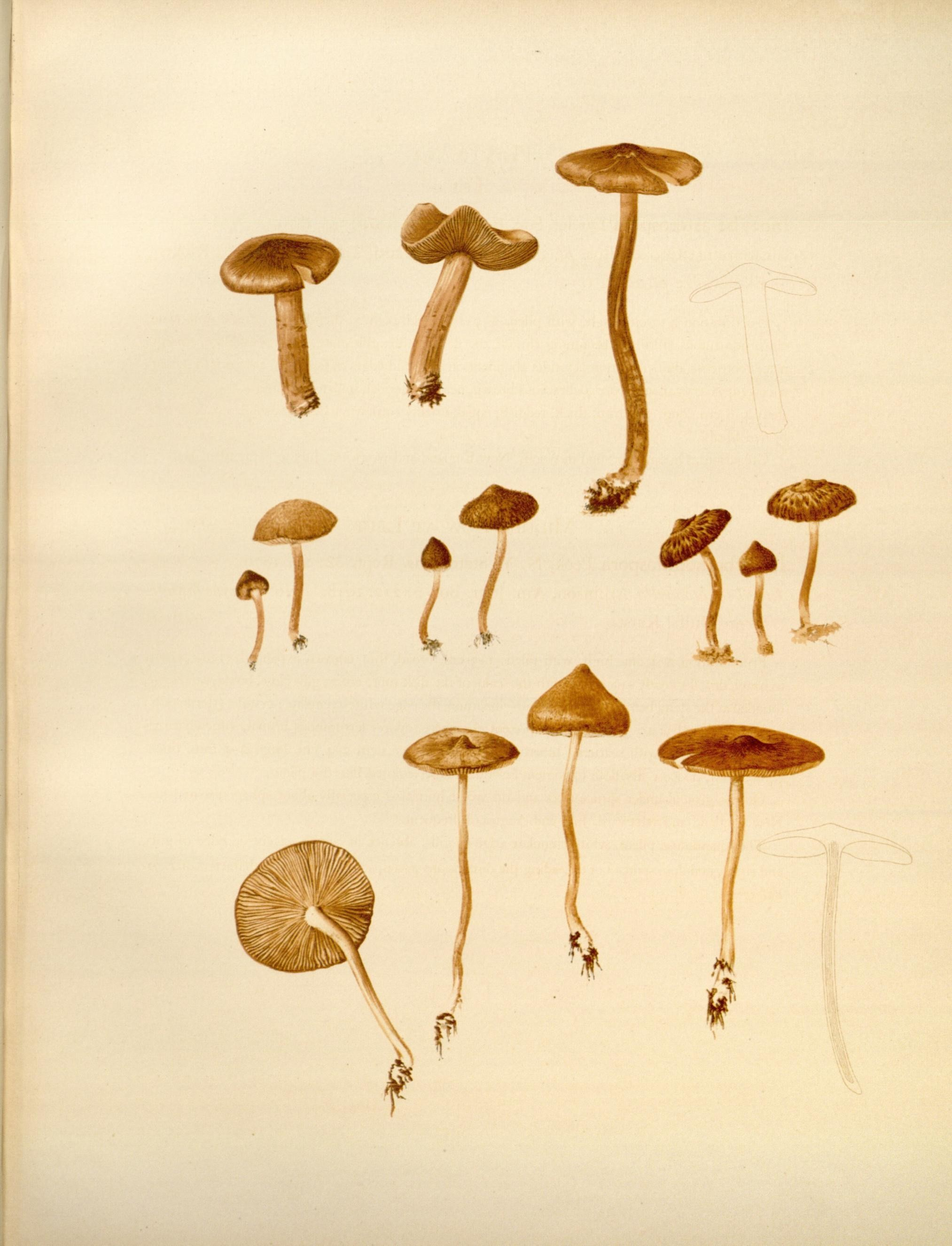
Ábrázolása 1929-ből